# Aleiodes shakirae
Aleiodes shakirae (лат.) — вид паразитических наездников из семейства Braconidae отряда перепончатокрылые насекомые. Эндемики Эквадора (провинция Напо, Yanayacu Biological Station; вечнозелёный облачный лес на высоте 2163 м). Назван в честь певицы Шакиры.

## Описание
Длина желтовато-чёрного тела от 4,5 до 6,2 мм, переднего крыла — 7 мм. Усики состоят из 44-50 сегментов (длина — около 6 мм). От близких видов отличается следующими признаками: первый метасомальный тергит в 2 раза длиннее свой ширины у основания, его окраска от темно-коричневой до чёрной; задние тазики базально белые и апикально чёрные (у вида Aleiodes townsendi тергит белый и окраска тазиков обратная); голова жёлтая, оцеллярный треугольник темно-коричневый (у вида Aleiodes albigena голова коричневая, щёки белые). Усики буровато-чёрные, голова и грудь в основном жёлтые, буровато-чёрные только передние края мезоплеврона, метанотум, проподеум, метаплеврон; передние и средние ноги беловатые у тазиков и темнеют к вершине лапок до желтовато-коричневого. Задние ноги в базальной части белые, в апикальной части буровато-чёрные.
Вид был впервые описан в 2014 году энтомологами бразильцем Eduardo Mitio Shimbori (Universidade Federal de São Carlos, Сан-Карлус, Бразилия) и американцем Scott Richard Shaw (Вайомингский университет, Ларами, США). Вид Aleiodes shakirae включён в видовую группу circumscriptus/gastritor species group. Паразитируют на гусеницах бабочек пядениц (Geometridae), окукливаются внутри их шкурки, которая, твердея, образует так называемую мумию.

## Этимология
Название дано в честь известной колумбийской поп-певицы Шакиры (Shakira Isabel Mebarak Ripoll). Причиной послужил тот факт, что в результате паразитизма этого вида он заставляет гусеницу-хозяина сгибать и скручивать брюшко различными способами, а Шакира также известна своим танцем живота.